# Векторный графический редактор
Векторные графические редакторы позволяют пользователю создавать и редактировать векторные изображения непосредственно на экране компьютера, а также сохранять их в различных векторных форматах, например, CDR, AI, EPS, WMF или SVG.

## Основные инструменты векторных редакторов
- Кривые Безье — позволяют создавать прямые, ломаные и гладкие кривые, проходящие через узловые точки, с определёнными касательными в этих точках;
- Заливка — позволяет закрашивать ограниченные области определённым цветом или градиентом;
- Текст создаётся с помощью соответствующего инструмента, а потом часто преобразуется в кривые, чтобы обеспечить независимость изображения от шрифтов, имеющихся (или отсутствующих) на компьютере, используемом для просмотра;
- Набор геометрических примитивов;
- Карандаш — позволяет создавать линии «от руки». При создании таких линий возникает большое количество узловых точек, от которых в дальнейшем можно избавиться с помощью «упрощения кривой».

## Сравнение векторных и растровых редакторов
Векторные редакторы часто противопоставляют растровым редакторам. В действительности их возможности часто дополняют друг друга:
- Векторные редакторы обычно более пригодны для создания разметки страниц, типографики, логотипов, sharp-edged artistic иллюстраций (например, мультипликация, клип-арт, сложные геометрические шаблоны), технических иллюстраций, создания диаграмм и составления блок-схем.
- Растровые редакторы больше подходят для обработки и ретуширования фотографий, создания фотореалистичных иллюстраций, коллажей, и создания рисунков от руки с помощью графического планшета.

Последние версии растровых редакторов (таких, как GIMP или Photoshop) предоставляют пользователю и векторные инструменты (например, изменяемые кривые), а векторные редакторы (CorelDRAW, Adobe Illustrator, Xara Designer, Adobe Fireworks, Inkscape, SK1 и другие) реализуют и растровые эффекты (например, заливку), хотя иногда и несколько ограниченные по сравнению с растровыми редакторами.